# 1000 visages
1000 Visages est une association fondée en 2006 par la réalisatrice césarisée Houda Benyamina (Divines). Elle a pour but de favoriser l'insertion de jeunes des quartiers prioritaires, des banlieues et des zones rurales, dans le milieu du cinéma.

## Histoire
1000 Visages est né en 2006, à l'initiative d'Houda Benyamina et de jeunes professionnels du cinéma et du théâtre, partant du constat que la réussite dans le milieu du cinéma est conditionnée par des logiques arbitraires. C'est une réalité qu'ils éprouvèrent par eux-mêmes : essentiellement originaires de l'Essonne, ils furent tous en difficulté à leur début par manque de réseau. Forts d'un désir renouveau et d'action, et s'étant fait une place dans le milieu du cinéma, ils ont décidé de partager avec les plus jeunes leurs contacts et de leur savoir-faire,.

## Actions
L’association a pour but d’insérer des jeunes entre 18 et 35 ans, éloignés de l’offre culturelle pour des raisons sociales, économiques ou géographiques, dans le milieu du cinéma. Elle cherche ainsi à détecter les talents du cinéma de demain parmi les jeunes des quartiers prioritaires, des banlieues et des zones rurales. 1000 Visages veut promouvoir les talents, l’ouverture, la nouveauté, l'inclusion,,,.
À travers des ateliers d'initiation hebdomadaires et des résidences, 1000 Visages propose aujourd’hui à 500 adhérents éloignés de l'offre culturelle de s’initier et de se former gratuitement (hors coût d’adhésion annuel de 40€) au jeu d’acteur, à l’écriture scénaristique et à la réalisation.  

## Principales productions
- 2008 : Ma poubelle géante[1]
- 2012 : Le Commencement
- 2014 : Ghetto Child
- 2016 : Je suis Gong
- 2016 : Trop de bruits qui courent
- 2016 : Goût Bacon[7],[8]
- 2017 : Hush
- 2017 : Please Love Me Forever
- 2017 : Bye Bye les puceaux
- 2018 : L'Amour du risque
- 2021 : Enclos
- 2022 : La Mécanique des tournesols

## Récompenses
- 2017 : Présélection de Goût Bacon aux Césars dans la catégorie Meilleur Court-Métrage
- 2017 : Lauréate de La France s'engage pour leurs actions qui ouvrent les portes du septième art aux jeunes de banlieue[9].
- 2017 : Prix France Télévision pour Goût Bacon[10], dans le cadre du Festival international du court métrage de Clermont-Ferrand[7], et présélection pour les César 2018[8].
- 2018 : Meilleur Court-Métrage aux Screamfest (Los Angeles) pour Please Love Me Forever.